# テレビ朝日系列土曜昼の情報番組枠
テレビ朝日系列土曜昼の情報番組枠とは、テレビ朝日系列にて土曜日の正午枠に放送されている情報番組のことである。

## 各番組の歴史
1965年4月、当時系列局だった毎日放送が既に関西ローカルで放送していた『ウィークエンドショー』を全国ネット化させたのが本枠の始まりである。それから4か月後の1966年4月には『土曜ショー』（第1期）が枠交換で移動し、番組は6年ほど続いた。その後、『土曜ゴールデンプレゼント』→『土曜奥様ショー』→『土曜ショー』（第2期）と短期間で番組は変遷し1975年9月でワイドショー路線は終了。その後は『独占!女の60分』等のバラエティ番組路線が長きにわたり続くが、1993年4月に山田邦子を司会に添えた『邦子がタッチ』で18年ぶりに情報番組が復活。1997年4月には『陽気にカプチーノ』にリニューアルするも半年で終了。その後は2時間ドラマ等の再放送枠が22年間続き、2019年4月開始の『中居正広のニュースな会（→キャスターな会→土曜日な会）』で再度ワイドショー路線が戻る形となった。しかし2024年12月にメインキャスター・中居正広の女性トラブルが発覚、これをきっかけに『土曜日な会』は通算5年9ヶ月放送したところで打ち切り（同時に中居正広も芸能界を引退）となるも、2025年4月改編において『ワイド!スクランブル』の土曜日版『ワイド!スクランブル サタデー』が放送開始された。

## 主な番組
第1期
- ウィークエンドショー（1965年11月-1966年3月、本番組のみ毎日放送制作）
- 土曜ショー（第1期、1966年4月-1972年9月）
- 土曜ゴールデンプレゼント（1972年10月-1973年）
- 土曜奥様ショー（1974年）
- 土曜ショー（第2期、1974年10月-1975年9月）

第2期
- 邦子がタッチ（1993年4月3日-1997年3月29日）
- 陽気にカプチーノ（1997年4月5日-9月27日）

第3期
- 中居正広のニュースな会→中居正広のキャスターな会→中居正広の土曜日な会（2019年4月27日-2024年12月21日）

第4期
- ワイド!スクランブル サタデー（2025年4月5日-）

## 系列局の独自制作番組

### 北海道テレビ放送
- スキップ（2006年4月1日 - 2010年2月27日）
- ほんわかどようび（2010年4月3日 - 2010年12月25日）

### 静岡朝日テレビ
- とびっきり!しずおか 土曜版（2019年4月6日 - ）

### 毎日放送（腸捻転時代）
- MBSウィークエンドショー（1965年4月17日 -

### 広島ホームテレビ
- ひろしま深掘りライブ フロントドア（2016年4月23日 - ）

### 大分朝日放送
- 情報発見!れじゃぐるTV（2004年4月3日 - 2007年3月31日）
  - れじゃぐる2（2007年4月7日 - 2009年3月28日）
  - れじゃぐる（2009年4月4日 - ）